# Medelia
 (juin 2023).
Medelia est un groupe de rock indépendant espagnol, originaire de Madrid.

## Histoire
Le groupe est formé à la fin 2009, avec l'enregistrement de l'EP Light Breaks Where No Sun Shines,, dont le titre fait référence à un vers du poète anglais Dylan Thomas,. Il se compose de cinq chansons qui oscillent entre le folk classique et la pop, produites par José Luis Luna à Habitación 126 et Ritmo y Compás. Il est publié sur Internet, sur le netlabel La Trastienda, en 2010, sous licence Creative Commons.
En avril 2010, Medelia est classé demi-finaliste (3e place du jury et 5e du public) de l'émission radio Proyecto Demo diffusée sur Radio 3,. Durant la première quinzaine de juin 2010, trois de ses chansons sont sélectionnées par Cuatro pour les trois dernières promotions télévisées de la sixième saison de la série Dr House.
En octobre 2010, Medelia (en duo) ouvre le concert du cinéaste Tim Robbins à la Sala Caracol de Madrid. En février 2011, les chansons de Medelia sont diffusées sur La 1, dans le cadre de l'émission Españoles en el mundo, consacrée au Chili. En juillet 2011, ils enregistrent leur premier album, Non-Places, qu'ils publient en ligne en décembre 2011. Le titre, qui fait référence au concept inventé par l'anthropologue français Marc Augé, et est enregistré durant l'été 2011 aux studios Neo Music Box à Aranda de Duero, Burgos, et masterisé à l'automne 2011 à Ventura, en Californie, aux États-Unis. Il se compose de douze titres, répartis sur deux faces. Les chansons, chacune accompagnée d'un dessin, sont publiées sur Internet à raison d'une chanson par semaine, du mardi 20 décembre 2011 au mardi 6 mars 2012.
En août 2011, le groupe totalise près de 20 300 vues sur Myspace. Ce même mois, ils participent au festival Sonorama à Aranda de Duero, Burgos. Ils jouent le dernier jour (14 août) sur la scène des Bodegas (Plaza del Trigo).

## Discographie
- 2011 : Light Breaks Where No Sun Shines (EP)
- 2012 : Non-Places (album)